# Palazzo del ghiaccio (Bormio)
Il Palazzo del ghiaccio di Bormio, noto anche come Palaghiaccio Braulio, è un impianto sportivo italiano, sito a Bormio. È adibito allo short track, al pattinaggio artistico ed all'hockey su ghiaccio.

## Struttura
La struttura è composta da pista ghiaccio omologata FISG, refrigerata artificialmente, equipaggiata con barriere mobili, quattro spogliatoi con docce, una palestra attrezzata, ufficio, infermeria e locale di noleggio pattini. La superficie ghiacciata è di 60x30 metri.
La pista standard per lo short track è lunga di 111,12 metri al giro, con curve di 8,50 metri. La lunghezza del rettilineo è di 28,85 metri.
L'impianto è collocato al finco dello stadio del curling, al centro polifunzionale pentagono e allo stadio di calcio.

## Uso

### Short track
Ha ospitato diverse gare internazionali di short track di livello internazionale, come il World Ranking nel 1997, i campionati del mondo a squadre del 1998, i campionati europei del 2000. È stato tappa della coppa del mondo nel febbraio 2004. Dal 30 gennaio al 2 febbraio 2020 ha ospitato i mondiali junior del 2020.
Dal'inizio degli anni 1990 ospita l'Alta Valtellina Trophy una competizione internazionale di short track riconosciuta dalla FISU, juniores e senior.
È sede della Bormio Ghiaccio, club di pattinaggio di vari atleti di punta della nazionale italiana, tra cui Arianna Fontana, Nicola Franceschina, Katia Zini, Mara Zini, Matteo Compagnoni, Yuri Confortola, Nicola Rodigari, Katia Colturi(nata a Bormio), Lucia Peretti, Martina Valcepina, Arianna Valcepina ed Elena Viviani.
La pista è utilizzata da squadre italiane e straniere per la preparazione estiva e gli allenamenti pre-campionati invernali. In. particolare la HC Poschiavo, Federation Short Track Russia, Federation Short Track GBR, Federazione Short Track Korea e la Precision Skating Milano.

### Hockey
Ospita le gare casalinghe dell'Hockey Club Bormio.

### Uso pubblico
Durante la stagione turistica estiva ed invernale l'impianto è accessibile anche al pubblico per praticare il pattinaggio. Offre il servizio di noleggio pattini.